# 맨디 스미스
어맨다 루이즈 스미스(영어: Amanda Louise Smith, 1970년 7월 17일 ~)는 잉글랜드의 가수이자 모델이다.